# Museumsstellwerk Lpf Lehrte

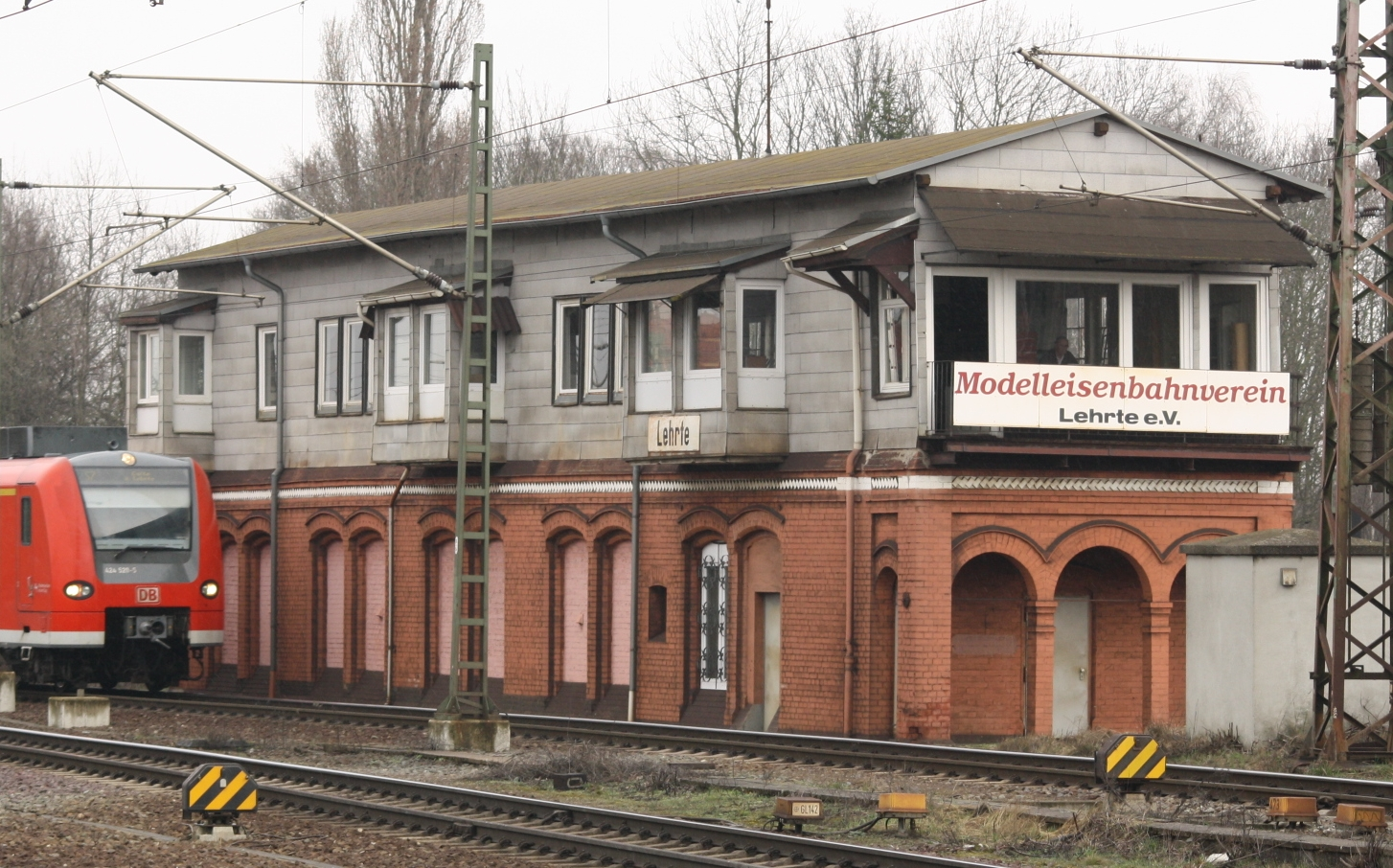
Lehrter Museumsstellwerk Lpf

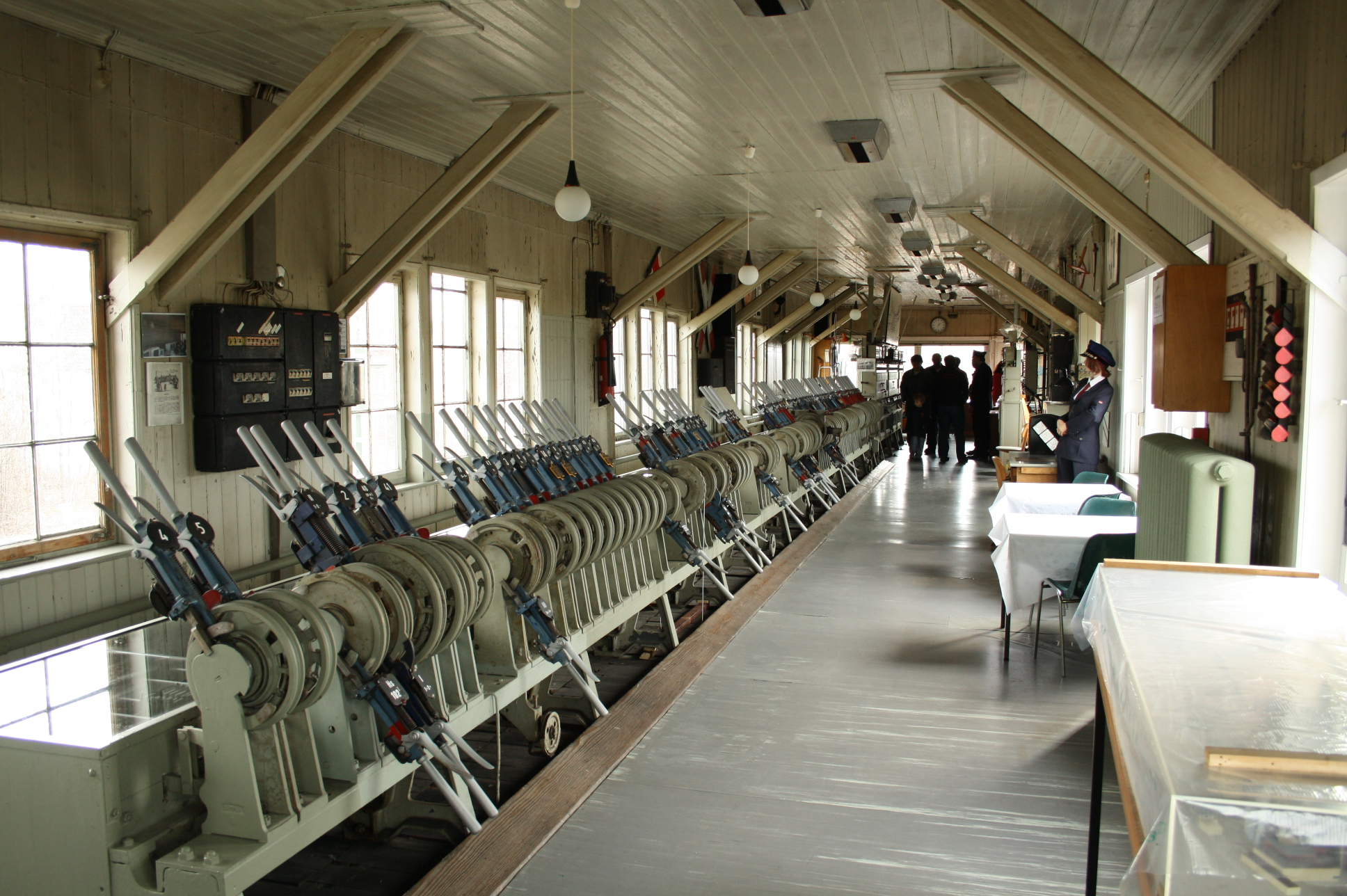
Mechanische Stellwerktechnik

Das Museumsstellwerk Lpf ist ein historisches Stellwerk in Lehrte. Das denkmalgeschützte Gebäude liegt im Westen des Personenbahnhofes Lehrte zwischen den noch in Betrieb befindlichen Strecken nach Hannover und Celle. Das Gebäude wurde 1896 errichtet, während die technische Einrichtung des mechanischen Stellwerkes von 1912 stammt. Bis Oktober 1986 wurde von hier aus der Lehrter Personenbahnhof kontrolliert und zusammen mit den anderen Stellwerken gesteuert. Das Kürzel „Lpf“ leitet sich aus dieser ehemaligen Funktion ab. Es steht für Lehrte Personenbahnhof Fahrdienstleiter.
Der Modelleisenbahnverein Lehrte mietete nach der Stilllegung das Gebäude von der Deutschen Bundesbahn mit dem Ziel, es als Museum zu erhalten. Im Rahmen dieser Bemühungen werden die historischen Anlagen gepflegt und einsatzbereit gehalten. So ist auch die über 20 Meter lange Hebelbank der Bauart Jüdel erhalten geblieben. Da die Seilzüge zu Weichen und Signalen nicht mehr vorhanden sind, können Museumsbesucher an den Stelleinrichtungen Hand anlegen.
Eine 21 Meter lange und drei Meter breite Modelleisenbahnanlage der Nenngröße H0 befindet sich im ehemaligen Spannwerksraum im Erdgeschoss des Gebäudes. Diese stellt die Situation am Lehrter Bahnhof um 1960 dar. Um einen realitätsnahen Betrieb auf der digital gesteuerten Anlage zu ermöglichen, wurden zwei Schattenbahnhöfe in den Gleisplan integriert.
Das Museum ist an jedem vierten Sonntag im Monat von 10 Uhr bis 13 Uhr geöffnet.
Das Museumsstellwerk ist zentrales Thema der Folge 1026 von Eisenbahn-Romantik vom Dezember 2021.